# Очигава, Софья Альбертовна
Со́фья (Софико) Альбе́ртовна Очига́ва (р. 7 июля 1987, Одинцово) — российский боксёр-профессионал, выступающая в лёгкой (до 60 кг) весовой категории. Заслуженный мастер спорта России (2006), серебряный призёр олимпийских игр (2012), двукратная чемпионка мира (2005, 2006), трёхкратная чемпионка Европы (2005, 2007, 2009) в любителях.

## Биография
Родилась 7 июля 1987 года в Москве. До 6 лет жила в Грузии. Папа осетин, мама грузинка из Аджарии.

### Любительская карьера
Начинала свою карьеру с кикбоксинга, куда ей помог устроиться брат Роберт, но затем через четыре года перешла в бокс как в олимпийский вид. С четырнадцати лет её тренером был Виктор Владимирович Лисицын. К 21 году ей удалось стать пятикратной чемпионкой России, выиграть два чемпионата мира и три чемпионата Европы. В 2008 году впервые побывала в Китае накануне Олимпиады.
В мае 2010 года Софья на турнире в Марокко получила разрыв крестообразной связки колена, поскользнувшись на ринге, вследствие чего выбыла на долгий срок и пропустила чемпионат мира в Барбадосе. Восстановившись, в марте 2011 года она вернулась в большой бокс, выиграв в финале чемпионата России с разницей в 13 очков и завершив все остальные бои досрочно. На чемпионате мира 2012 года в весовой категории до 60 кг прошла олимпийскую квалификацию, выйдя в полуфинал турнира и дойдя до финала, где уступила своей принципиальной сопернице и давней знакомой Кэти Тейлор.

### Профессиональная карьера
21 мая 2016 года дебютировала в профессиональном боксе, одержав победу единогласным решением судей над Фирузой Шариповой из Казахстана, счёт судей: 40-36, 40-36, 40-36. После своей второй победы завершила карьеру профессионального боксёра.
После четырех летнего перерыва вернулась на профессиональный ринг и 12 марта 2020 года одержала победу нокаутом над Амирой Каниццаро, завоевав титул чемпионки мира среди профессионалов по версии IBA. Тренируется под руководством Альберта Муталибова (МУОР №1, Москва).

### Тренерская карьера
С 2017 по 2019 год работала тренером по боксу в СШОР «Москворечье» с детьми от 10 до 17 лет.
Воспитанница Софьи Очигава / Александра Герасимова - Анастасия Кириенко в июне 2019 года стала победителем первенства Европы.
C 2020 года - старший тренер сборной команды Москвы по боксу среди девочек и девушек, регулярно проводит тренировки в боксерском клубе "Академия бокса".

### Благотворительная деятельность
В 2018 году основала некоммерческую организацию "Фонд развития спорта Софьи Очигава".
Средства фонда расходуются на проведение спортивных соревнований, на материальное поощрение наиболее одаренных спортсменов и на помощь спортсменам, попавшим в трудную жизненную ситуацию.

### Общественная деятельность
Ежегодно в апреле проводит боксерские турниры среди девочек, девушек, юниорок и женщин на призы Софьи Очигава. На участие в турнире 2019 года подали заявки спортсмены из 8 стран (всего около 200 человек).
Призовой фонд турнира составил около 500 тыс. руб.
"Турнир по боксу на призы Софьи Очигава 2020" должен был пройти в Москве в середине апреля 2020 года, на нем ожидалось участие более 250 спортсменок из 10 стран. В связи с пандемией COVID-19 турнир отложен на неопределенное время.

## Статистика боёв
В таблице перечислены результаты всех поединков боксёров.
В каждой строке указан результат поединка. Дополнительно номер поединка обозначен цветом, который обозначает итог поединка. Расшифровка обозначений и цветов представлена в нижеследующей таблице.
| Пример | Расшифровка                     |
| ------ | ------------------------------- |
|        | Победа                          |
|        | Ничья                           |
|        | Поражение                       |
|        | Планируемый поединок            |
|        | Поединок признан несостоявшимся |
| КО     | Нокаут                          |
| ТКО    | Технический нокаут              |
| PTS    | Решение судей (по очкам)        |
| UD     | Единогласное решение судей      |
| MD     | Решение большинства судей       |
| SD     | Раздельное решение судей        |
| RTD    | Отказ от продолжения боя        |
| DQ     | Дисквалификация                 |
| NC     | Поединок признан несостоявшимся |

| Бой | Дата            | Соперник                 | Место проведения             | Результат        | Примечание                 |
| --- | --------------- | ------------------------ | ---------------------------- | ---------------- | -------------------------- |
| 4   | 22 декабря 2020 | Юлия Куценко             | Казань, Россия               | UD (10)          | Счёт: 96-94, 98-92, 97-94. |
| 3   | 12 марта 2020   | Амира Каницарро          | ТРК Пирамида, Казань, Россия | TKO 4 (10), 0:28 |                            |
| 2   | 6 августа 2016  | Елена Медведенко (дебют) | Тесла Холл, Москва, Россия   | UD (4)           | Счёт: 40-36, 40-36, 40-36. |
| 1   | 21 мая 2016     | Фируза Шарипова (дебют)  | Мегаспорт, Москва, Россия    | UD (4)           | Счёт: 40-36, 40-36, 40-36. |
|     |                 |                          |                              |                  |                            |

## Награды
- Медаль ордена «За заслуги перед Отечеством» I степени (13 августа 2012 года) — за большой вклад в развитие физической культуры и спорта, высокие спортивные достижения на Играх XXX Олимпиады 2012 года в городе Лондоне (Великобритания)[9].

## Титулы
- Чемпионка мира среди профессионалов по версии IBA (12 марта 2020)
- Чемпионка России по кикбоксингу 2001
- Финалистка чемпионата России по кикбоксингу 2002
- Чемпионка России по боксу (2004, 2005, 2006, 2007, 2008, 2009, 2010, 2011)
- Финалистка чемпионата России по боксу 2003
- Победительница турнира в Санкт-Петербурге (2005, 2009), турнира Ахмета Комерта (2006, 2007, 2008, 2009), Witch Cup (2007), турнира в Астане (2009), гран-при Усти-над-Лабем (2010, 2011), Кубка Николаева (2011)
- Чемпионка мира (2005, 2006)
- Чемпионка Европы (2005, 2007, 2009)
- Заслуженный мастер спорта России (награда вручена в июне 2006 года)[10]